# Katarina de Medici (1593–1629)
Katarina de Medici, född 2 maj 1593 i Florens, död 17 april 1629 i Siena, var en guvernör av Siena i storhertigdömet Toscana, och hertiginna av Mantua som gift med hertig Ferdinand av Mantua.

## Biografi

### Tidigt liv
Hon var dotter till storhertig Ferdinand I av Toscana och Christina av Lothringen. Hon fick en fin bildning men beskrivs inte som vare sig särskilt intelligent eller vacker eller anmärkningsvärd i något avseende. Hon ville tidigt gå i kloster, men var förutbestämd att ingå ett politiskt äktenskap. 
Katarina förlovades med den engelske tronföljaren Henry Frederick, prins av Wales. Det engelska hovet var attraherade av hennes stora hemgift och hennes familj av tanken att hon skulle bli drottning och att få en mäktig allierad. Hon lovades få behålla sin religionsfrihet som gift. Påven motsatte sig dock till slut äktenskapet av religiösa skäl tack vare ett ingripande från Maria av Medici som ville få en av sina döttrar gift med prinsen istället, och planen övergav slutgiltigt när prinsen avled 1612. 

### Hertiginna av Mantua
Hon gifte sig 12 februari 1617 med hertig Ferdinand av Mantua, som var i behov av en tronarvinge. Äktenskapet blev olyckligt. Katarina tvingade makens mätress Camilla Faa att gå i kloster, även om hon själv tvingades tolerera makens son med denna vid hovet. Katarina tvingades genomgå två missfall, men paret fick inga barn och makens tronarvinge förblev hans bror. Som hertiginna av Mantua ägnade sig Katarina åt de offentliga handlingar som var typiska för hennes ställning; hon agerade beskyddare för kloster, där hon avlade officiella besök, och gjorde donationer till föreningar som hjälpte fattiga kvinnor, bland annat hemgifter till fattiga flickor. 

### Senare liv
Ferdinand avled 1626 och efterträddes av sin bror. Katarina bosatte sig då i ett kloster. Hon kallades från klostret 1627 av sin bror, som bad henne att återvände till Toscana. Vid sin återkomst utnämnde hennes bror henne till sin guvernör i Siena. Hon var hans guvernör där till sin död. Som guvernör överlät hon all politik på den rådgivare som utsetts av hennes bror, och ägnade sig mest åt att besöka kloster. 
Hon avled i smittkoppor.